# Николай Овчаров
Николай Димитров Овчаров е български археолог, придобил известност с археологическите разкопки на обекта Перперикон и праисторическия култов комплекс край село Татул в Източните Родопи, Югоизточна България.

## Биография
Николай Овчаров е роден на 19 юли 1957 година в Търново, син е на археолога Димитър Овчаров. Завършва история в Софийския държавен университет през 1981 г., във випуска на Георги Първанов. Още същата година започва работа в Археологическия институт с музей към БАН. Кандидат на историческите науки с дисертация на тема „Образът на човека в българското средновековно изкуство VII-XIV в.“ (1985). Доктор на науките с дисертация на тема „Вардарска Македония през XIV в. и мястото на Охридската област в нея“ (1998). От 1994 г. е старши научен сътрудник II степен в Археологическия музей към БАН. Според твърденията му от 2003 г. е дипломиран професор в Международния славянски университет в Москва., където преподавал в периода 2000 – 2005 г. Бил е преподавател в Славянския университет (1995 – 1999), в Новия български университет (1999 – 2002), Пловдивския университет „Паисий Хилендарски“, филиал Кърджали (2009 – 2012) и Варненския свободен университет „Черноризец Храбър“ (2017 – 2018).
Николай Овчаров е провеждал обходни наблюдения в Русия, Гърция, Турция, Грузия, Сърбия, Черна Гора, Република Северна Македония. По различни поводи и пред представители на българските общности през годините е изнасял лекции в различни страни. При организираната от българското правителство „Мисия България“ във връзка с българското председателство на ЕС през 2018 – 2019 г. изнася лекции за културно-историческото наследство по българските земи в различни университети, музеи и др.
Николай Овчаров е автор на научнопопулярни текстове. Води отделна страница, посветена на историята, археологията и културния туризъм, която излиза редовно между 2005 и 2018 г. във в-к „Стандарт“. След фалита на вестника рубриката е преместена във в-к „Труд“. В двата вестника са публикувани над 600 цели вестникарски страници под рубриките „Индиана Джоунс“ и „Индиана Джоунс се завръща“. И в „Стандарт“, и в „Труд“ страниците излизат винаги в съботния брой.
Между 2002 и 2007 година Николай Овчаров е автор и водещ на ежеседмичната половинчасова рубрика за история и археология „Изгубеният Граал“ по Национална телевизия „Евроком“. Общо са излъчени близо 300 филма с времетраене по 27 минути всеки. Поредицата получава и международни награди. Документалният филм за Перперикон от тази поредица е получил награда на журито в раздел „Светът на културата“ на деветия форум на Евразийската академия за телевизия и радио в Москва.
От декември 2014 г. до май 2021 г. е съветник на министри на културата на България (Вежди Рашидов, Рашко Младенов, Боил Банов). През 2021 г. влиза в инициативния комитет, който издига кандидатурата на Анастас Герджиков за президент на България. Николай Овчаров се присъединява към екипа на катедра „Икономика и управление на туризма“ при Стопанската академия през юли 2021.

## Награди и отличия
- На 17 май 2011 година е посочен от Румен Ралчев, Велик приор на българския Приорат на ордена на тамплиерите, като Велик офицер на приората и ръководител на неговия институт по средновековна история.[8]
- Почетен гражданин на градовете Кърджали (2000), Златоград (2017),[9] Търговище (2018),[10] и София (2018)[11]
- Избран за „Достоен българин на 2005 година в класацията на в-к „24 часа“.[12]
- Кавалер на орден „Св. св. Кирил и Методий“ с огърлие за изключителни заслуги в областта на културата (2010).[13]
- Носител на най-високото отличие на Министерството на културата – „Златен век“ с огърлие (2017).[14]
- Пети Годишни награди на Столична библиотека 2018 – Георги Господинов, проф. Николай Овчаров и Божана Апостолова са автори на годината в Столична библиотека (2018).[15]
- Носител на наградата „Златен орел“ за опазване на културно-историческото наследство за 2018 г.[16]
- На 8 февруари 2024 година е обявен за 'почетен професор' на Свищовската академия.[17]

## Критики и противоречия
Според Овчаров професорската му титла е придобита в Международния славянски университет в Москва. Такъв обаче не съществува в руската столица. Местоположението на Международния славянски университет е в град Харков. Директорът на Националния археологически институт с музей към БАН Людмил Вагалински съобщава за медиите, че научната степен, за която Николай Овчаров има удостоверение, е доцент, а не професор. На 5 декември 1994 г. Международният славянски университет и обществената организация Руско земско движение образуват Международен славянски институт. На следващата година същият получава лиценз за образователна дейност и в България и едва на 23 декември 2002 г. му е даден държавен регистрационен номер (номер: 207717009 99 23). Във въпросното учебно заведение обаче не съществува исторически факултет. Там обаче има факултет по мениджмънт със специалност културно-исторически туризъм, в чийто софийски филиал е преподавал Николай Овчаров.
През 2013 година името на Николай Овчаров за пореден път е забъркано в скандал. Участник в разкопките на обекта Перперек е заловен и осъден за иманярство във връзка с кражба на монети, а срещу Овчаров е започнато разследване.
През 2012 година Николай Овчаров е поканен за разпит в прокуратурата по сигнал на неучредената партия „Политическо обединение за многообразие, автентичност и култура“ (ПОМАК), чийто предполагаем лидер е Ефрем Моллов. Овчаров определя членовете на въпросното обединение като сепаратисти.